# Flässeryd
Flässeryd är en by i västra delen av Markaryds kommun. Flässeryd ligger utmed ån Lagan och gränsar bland annat till byarna Sjöaryd (Sjöared), Majenfors och Ängabäck.